# 19679 Gretabetteo
19679 Gretabetteo è un asteroide della fascia principale. Scoperto nel 1999, presenta un'orbita caratterizzata da un semiasse maggiore pari a 2,4249297 UA e da un'eccentricità di 0,0979614, inclinata di 6,31385° rispetto all'eclittica.